# Got it made (Crosby, Stills, Nash & Young)
Got it made is een lied van Crosby, Stills, Nash & Young. Het werd in 1988 uitgebracht met This old house op de B-kant. Daarnaast verscheen het op hun reüniealbum American dream. De single bereikte nummer 69 van de Billboard Hot 100.
Het werd geschreven werd door Stephen Stills terwijl ze met de sessies voor het album bezig waren. Hij kreeg er lichtelijke ondersteuning van Neil Young bij, hoewel Stills wel als enige liedschrijver is opgevoerd.
Het is een rustig nummer met leadzang van Stills en de close harmony van de andere leden van de band. Door AllMusic wordt het een van de sleeper highlights van het album genoemd. In het nummer zijn enkele akkoordenwisselingen opgenomen uit de jazz. Deze jazzinvloed werd op de live-versie, met Stills achter de piano, nog eens bevestigd door het gebruik van muziekpatronen die geïnspireerd zijn op werk van Vince Guaraldi.
Het gaat over de gierigheid hebzucht van de yuppies. Hij zingt een vroegere vriendin toe, Glad that you got it made, when did you finalize your last trade? De strekking is dat de erfenis van de jaren zestig volgens de zanger zal blijven behouden.